# Christi Auferstehung (Lindenthal)

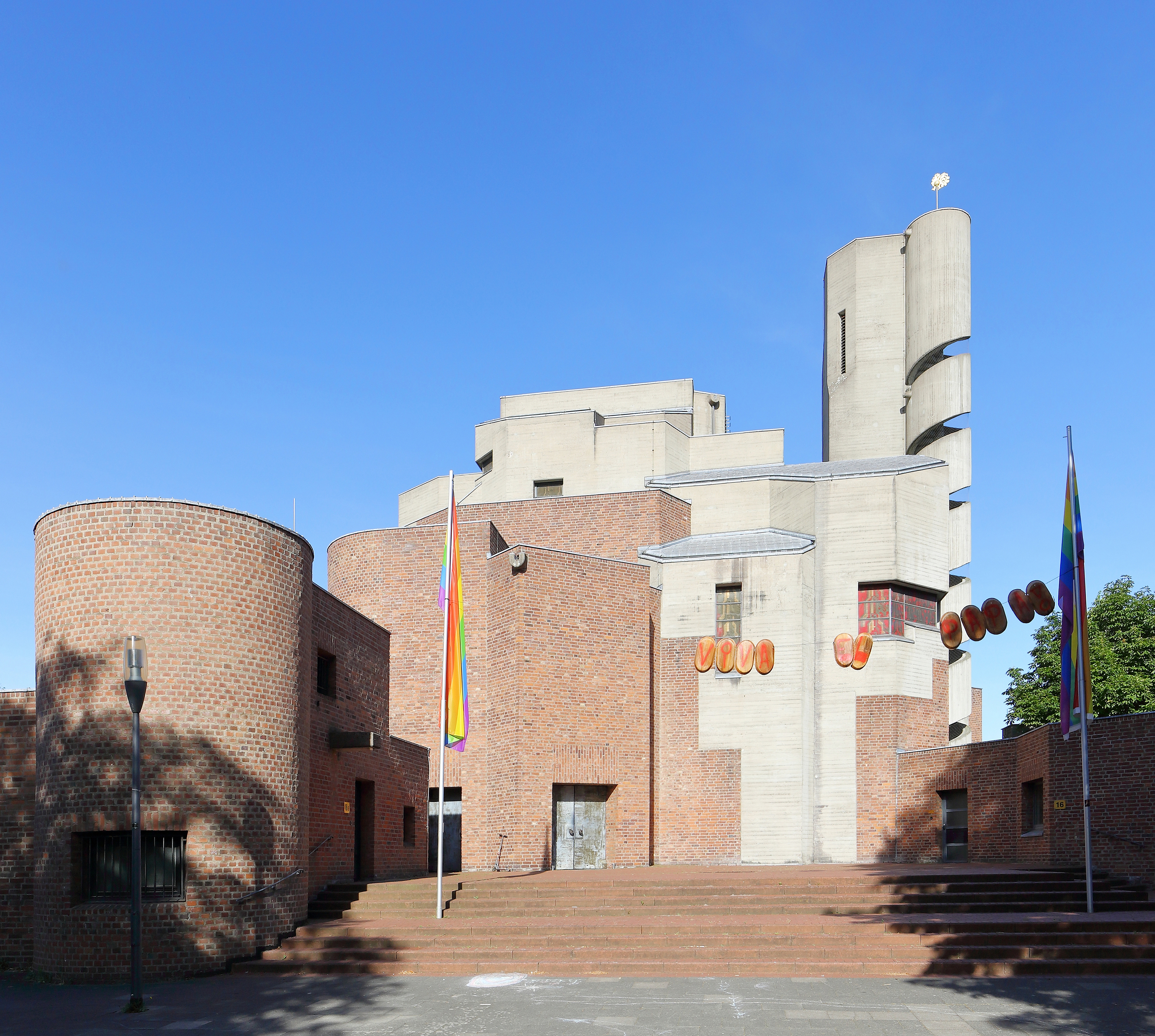
Christi Auferstehung in Köln-Lindenthal, Außenansicht von Osten (2021)

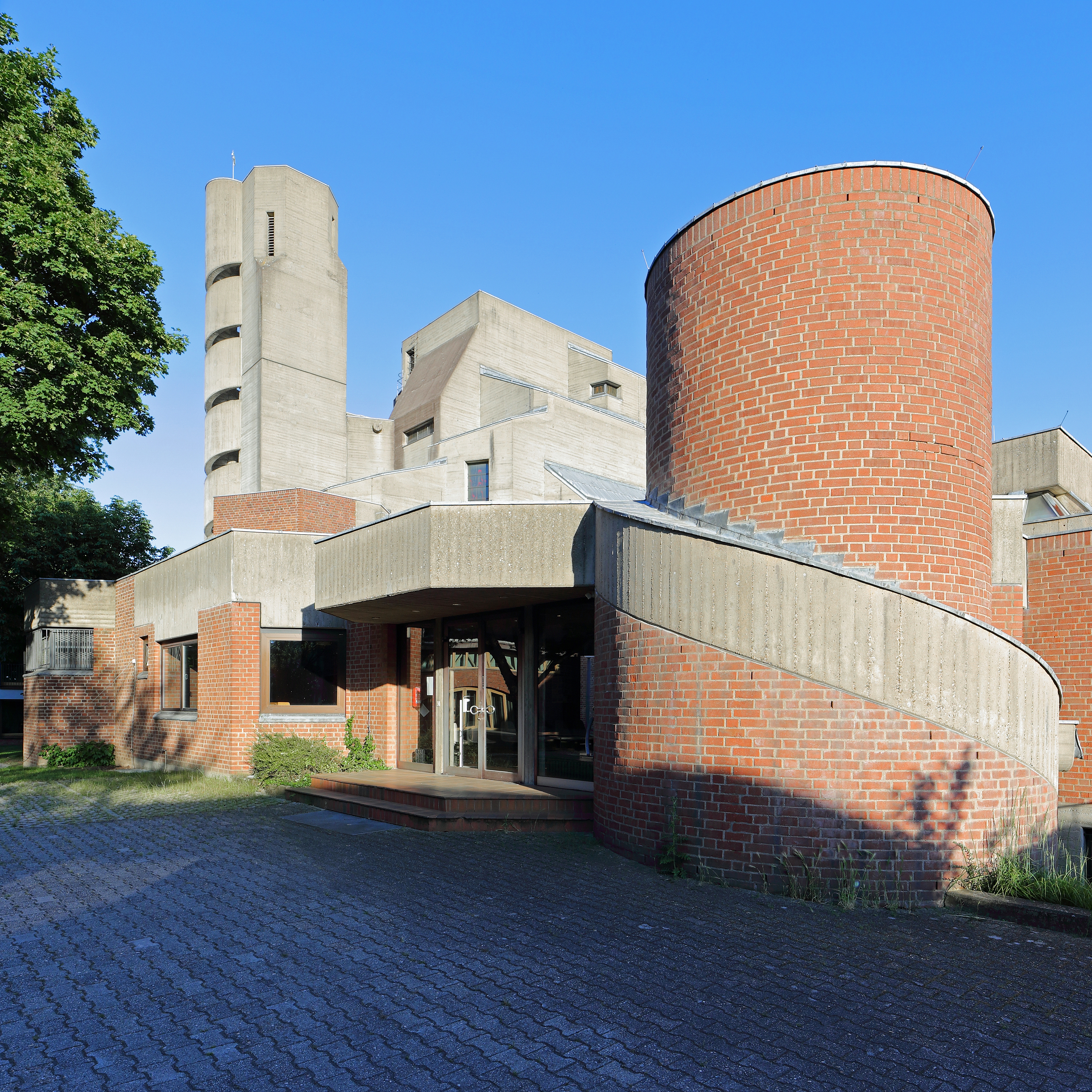
Außenansicht von Nordwesten (2021)

Christi Auferstehung ist eine katholische Kirche im Kölner Stadtteil Lindenthal, die 1968–1970 nach Plänen des Architekten Gottfried Böhm errichtet und 1971 geweiht wurde. Sie gilt als ein typisches Beispiel und Abschluss einer Reihe von sehr plastischen, skulpturalen Bauwerken des Architekten.
Die Kirche liegt an der Stirn des Lindenthaler Kanals und ist von Wasser und alten Bäumen umgeben. Innerhalb der  Pfarrgemeinden Lindenthal ist sie die Filialkirche des Seelsorgebereichs Braunsfeld, zu dem auch die Kirche St. Joseph gehört.

## Vorgängerbau
Die 1920 in der Nähe des Friedhofs Melaten gegründete neue Pfarre Christi Auferstehung erhielt in den Jahren 1934–1936 eine Kirche nach Entwürfen des Düsseldorfer Architekten Franz Schneider. Der Bau, in traditionellen Formen ausgeführt, sollte neben Langhaus und polygonalem Chor noch zwei Türme  erhalten, diese wurden jedoch nicht mehr umgesetzt. Trotz Kriegsschäden nach einem Bombenangriff 1944 wurde die Kirche noch bis 1967/1968 von der Gemeinde weitergenutzt; schließlich musste sie jedoch wegen statischer Probleme abgerissen werden.

## Lage und Baubeschreibung
Christi Auferstehung liegt als Fluchtpunkt am Ende eines kleinen Kanals, der sich in Ost-West-Richtung vom Aachener Weiher in Richtung Stadtwald erstreckt und von einer Allee alter Bäume gesäumt ist. Der Kanal öffnet sich auf einen kleinen Platz, von dem aus breite Treppen zu dem leicht erhöhten Kirchenbau führen.
Der Grundriss ist unregelmäßig polygonal und die Baukörper vielfach verschachtelt. Während die seitlich vortretenden Pfarrbauten vollständig in rötlichen Backsteinen ausgeführt sind, wechseln sich am eigentlichen Kirchenbau Backstein und Sichtbeton ab – ein Kontrast, der im Inneren weitergeführt wird. Mehrere plastische Baukörper schieben sich abschnittsweise in die Höhe und werden durch schräge Dachflächen abgeschnitten. Ein schlanker, mit spiralförmigen Treppen versehener Turm überragt den Bau an der nordwestlichen Ecke. Ursprünglich waren die schrägen Betonflächen des Daches unbedeckt; wie bei vielen Betonbauten hielt das Material jedoch über die Jahre der Witterung nicht stand und man deckte die schrägen Flächen mit Blei ab. Bei Christi Auferstehung gilt diese Maßnahme im Vergleich zu anderen Versuchen als gelungen.
Im Innenraum findet sich eine höhlenartige Atmosphäre, deren Anmutung durch die rötlichen Ziegelwände noch verstärkt wird. Durch die verwinkelte Bauform gibt es kaum glatte Wände, sondern vielfach verschachtelte Nischen und Winkel, in denen für jede liturgische Aufgabe ein eigener Platz vorgesehen ist. Dominierend ist jedoch die Deckenkonstruktion: Schwere, tragende Betonsäulen verzweigen sich nach oben zu einem vielfach verwinkelten Gewölbe, das seine maximale Höhe über dem Altar erreicht. Böhm selbst sah in der Verzweigung der Säulen eine Fortsetzung der auf die Kirche hinführenden Allee.
1974 erhielt die Kirche nach den Plänen von Architekt Ing. grad Kurt Günssler eine Fußbodenheizung, 1981 gehörte sie zu den Europa-Siegern des MB-Architektenwettbewerbs.
Bezogen auf die Materialkombination Backstein und Beton äußerte Böhm:

„Meine Mutter war eine sehr vorsichtige Frau, sie hat nicht direkt Kritik geübt, aber sie hat gesagt ‚schau doch mal, ein Ziegel ist doch auch etwas sehr Schönes‘. Danach habe ich dann Christi Auferstehung gebaut und neben Beton auch Ziegel verwendet.“

## Ausstattung

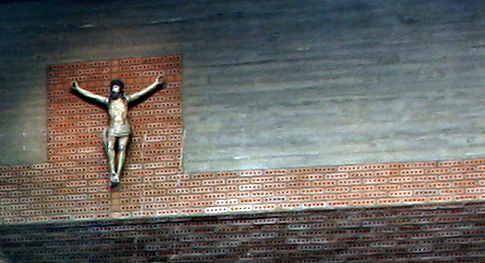
Der Kruzifixkorpus aus dem 16. Jahrhundert an der Ziegelwand, die im Mauerwerk ein dünnes Kreuz bildet (2009)

Die Fenster der Kirche – Schöpfungs-, Erlösungs-, Auferstehungs- und Marienfenster – wurden von Gottfried Böhm entworfen. Sie setzen sich aus je zwei verschmolzenen Kunststoffscheiben zusammen, zwischen denen man rote Farbe, Messingstifte und Stahlnägel eingearbeitet hat.
Das Kruzifix – eigentlich nur der Korpus eines Kruzifixes – stammt aus dem 16. Jahrhundert und wurde hoch über dem Altar auf einer Backsteinfläche angebracht, bei dem die Backsteine der Wand ein dünnes Kreuz bilden.
Der sechs Meter hohe Tabernakel, der seit 1984 in der Sakramentsnische steht, wurde von dem Bildhauer Matthäus Winter entworfen. Eine Symbiose aus Alt und Neu bildet der Taufstein aus dem 18. Jahrhundert, dessen Deckel von Sepp Hürten stammt.
Zu der Orgel mit 1573 Pfeifen wurde der Prospekt von Gottfried Böhm entworfen.

## Angriff auf solidarisierende Aktion mit der LGBTQ-Gemeinde
In der Nacht vom 11. Mai 2021 zum Folgetag beschädigten Unbekannte zwei Regenbogenfahnen, die vor der Kirche aufgehängt waren, um sich mit den Schwulen und Lesben zu solidarisieren, denen eine Segnung durch Geistliche laut Vatikan verwehrt bleiben soll.

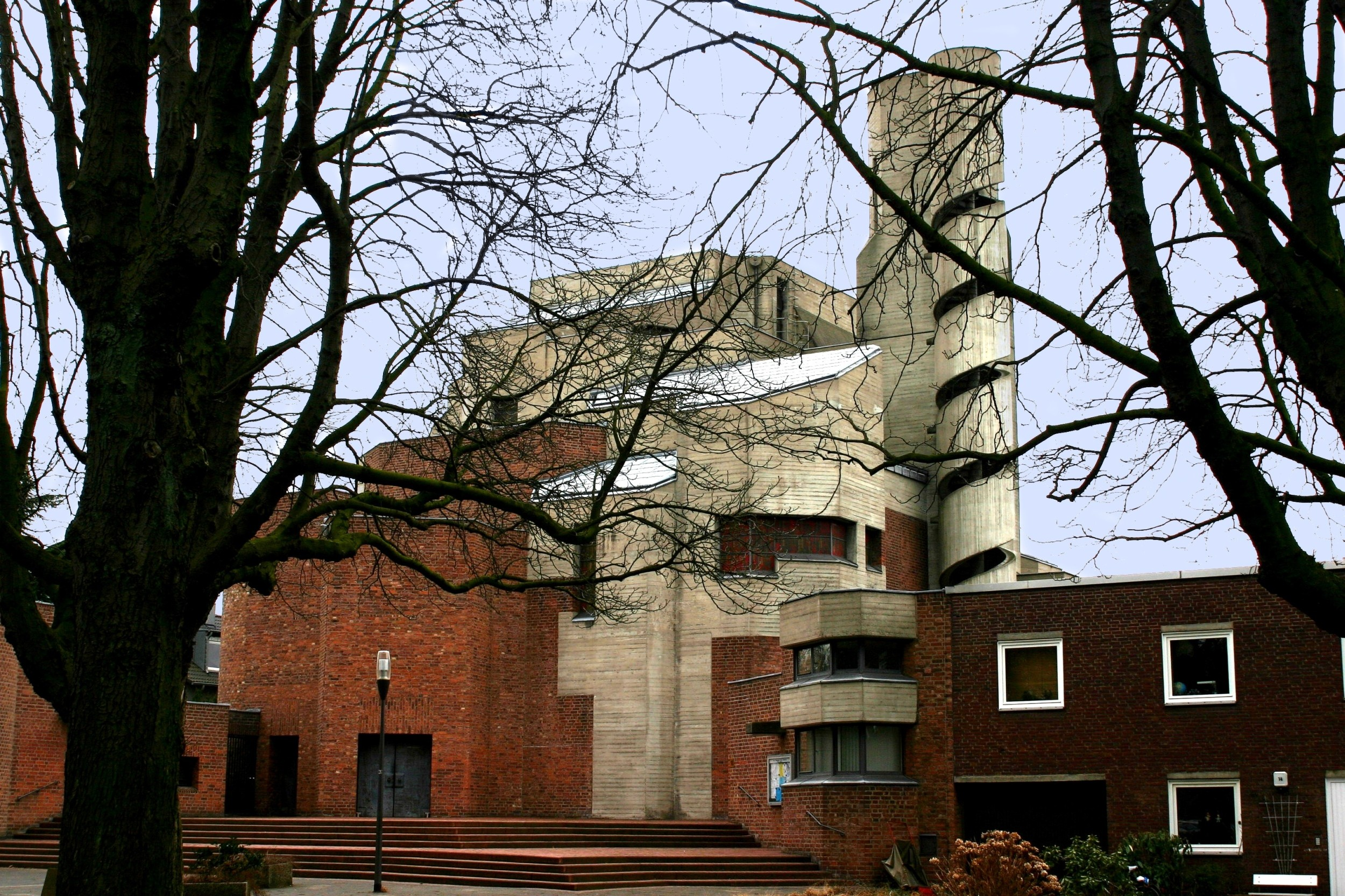
Vorderansicht
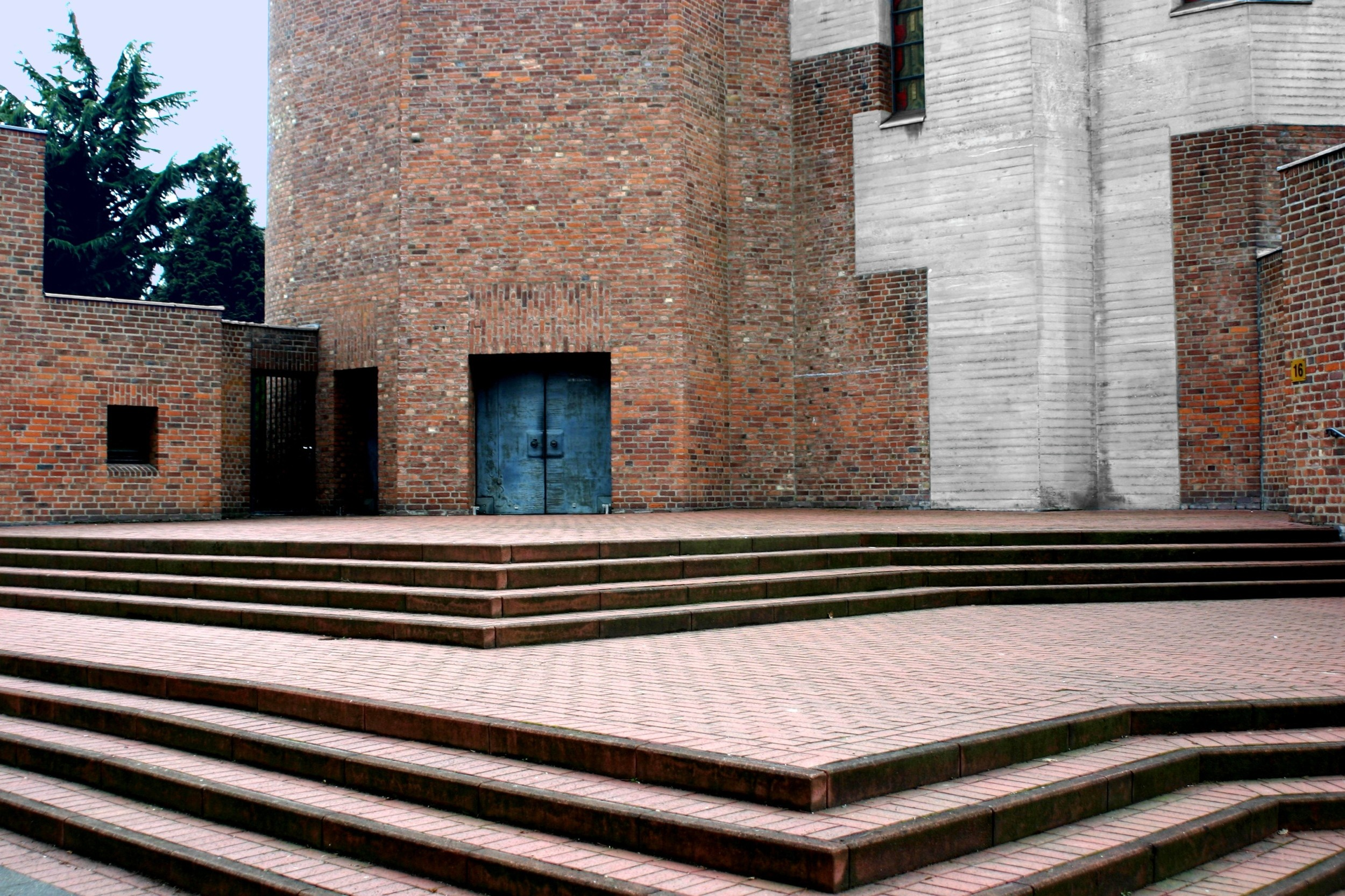
Eingangstreppe
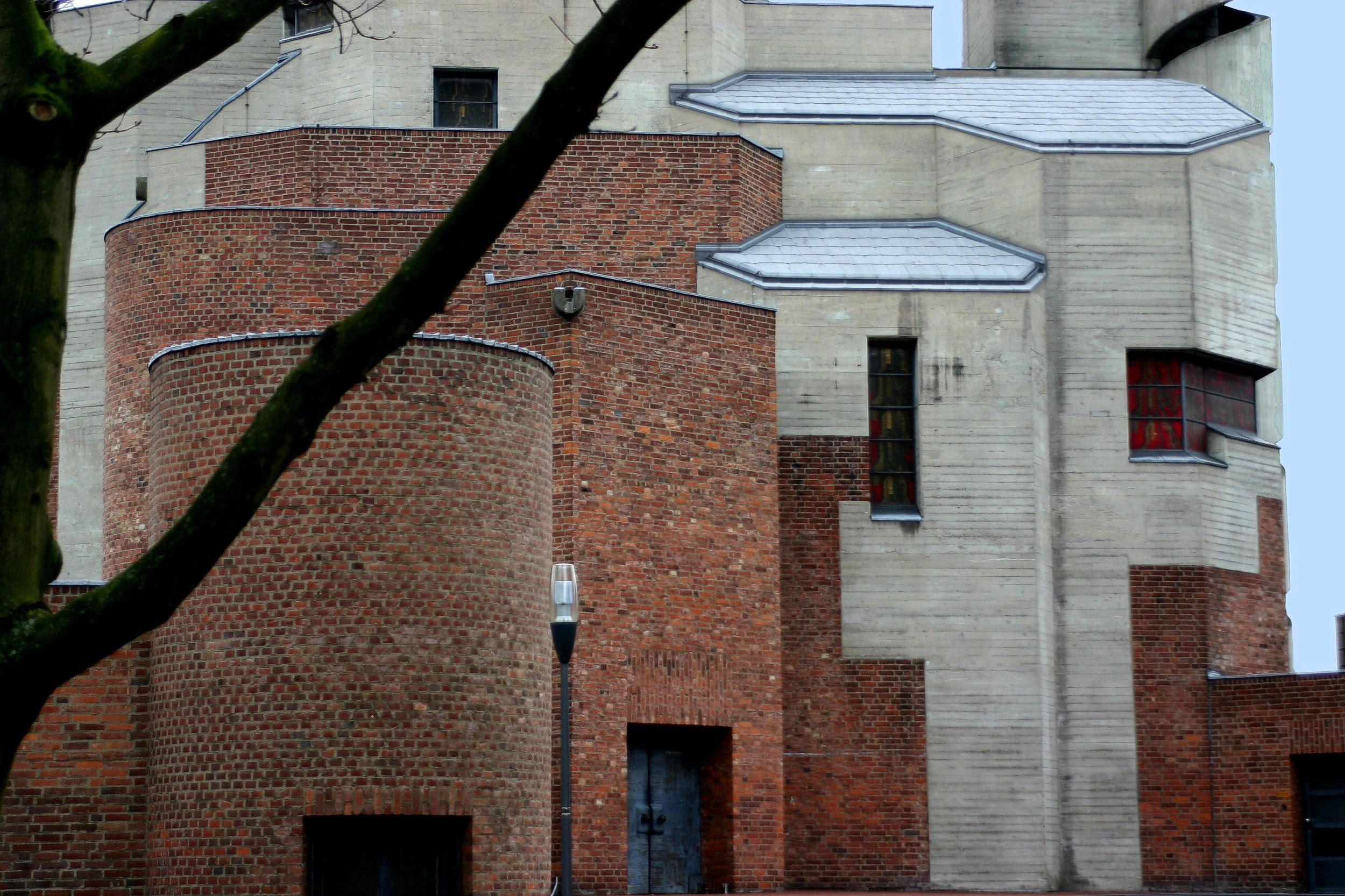
Detail Vorderansicht
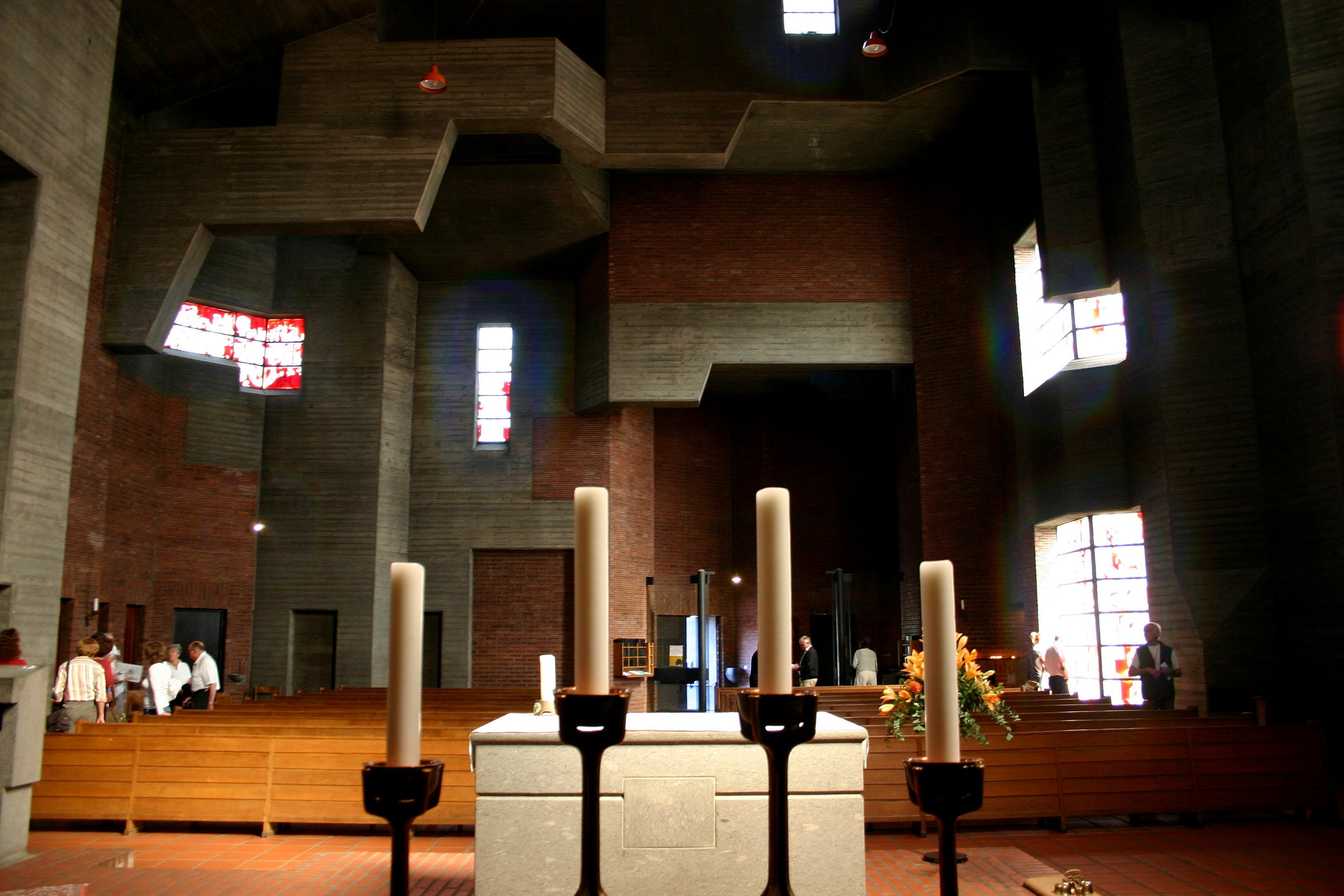
Innenraum
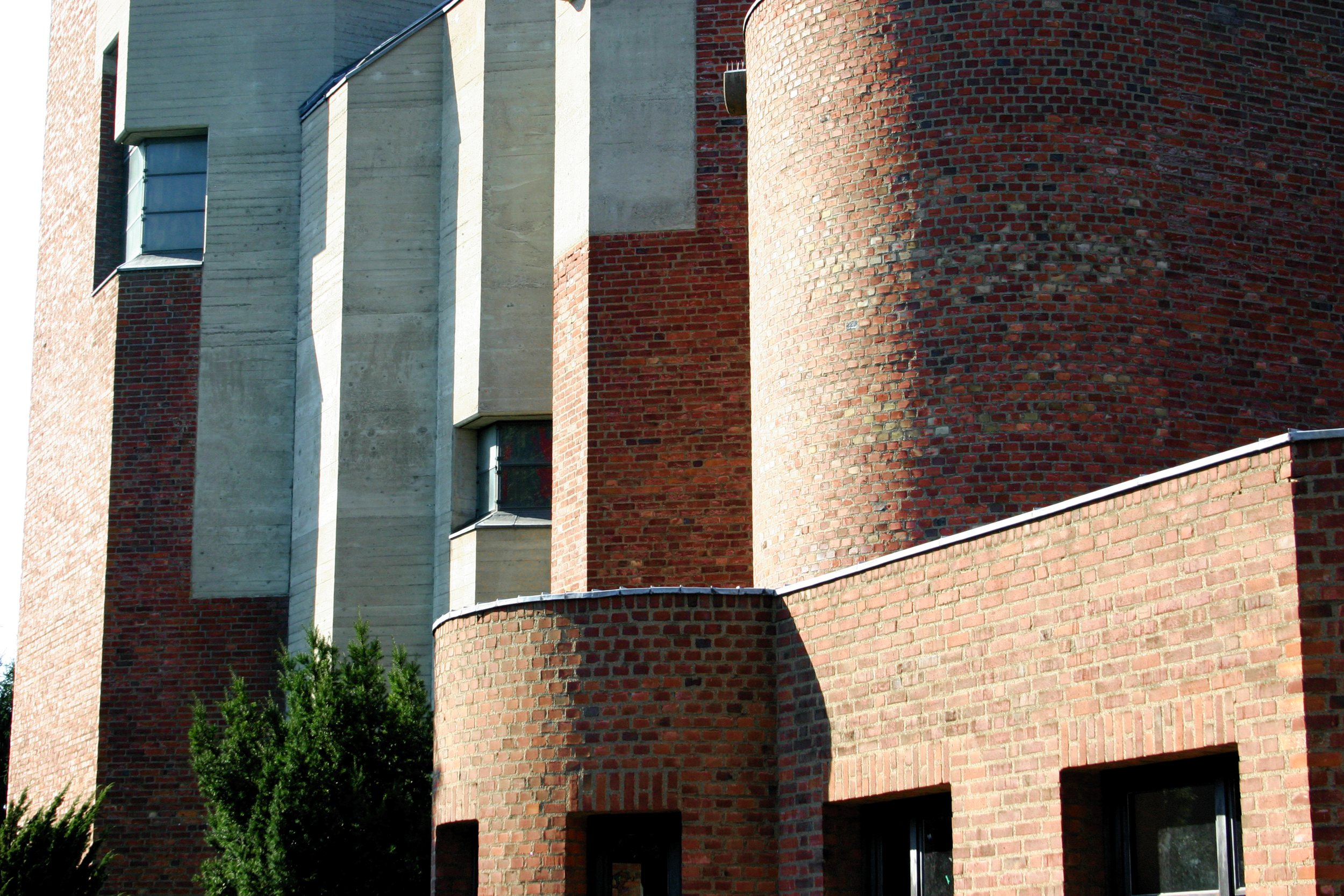
Südseite
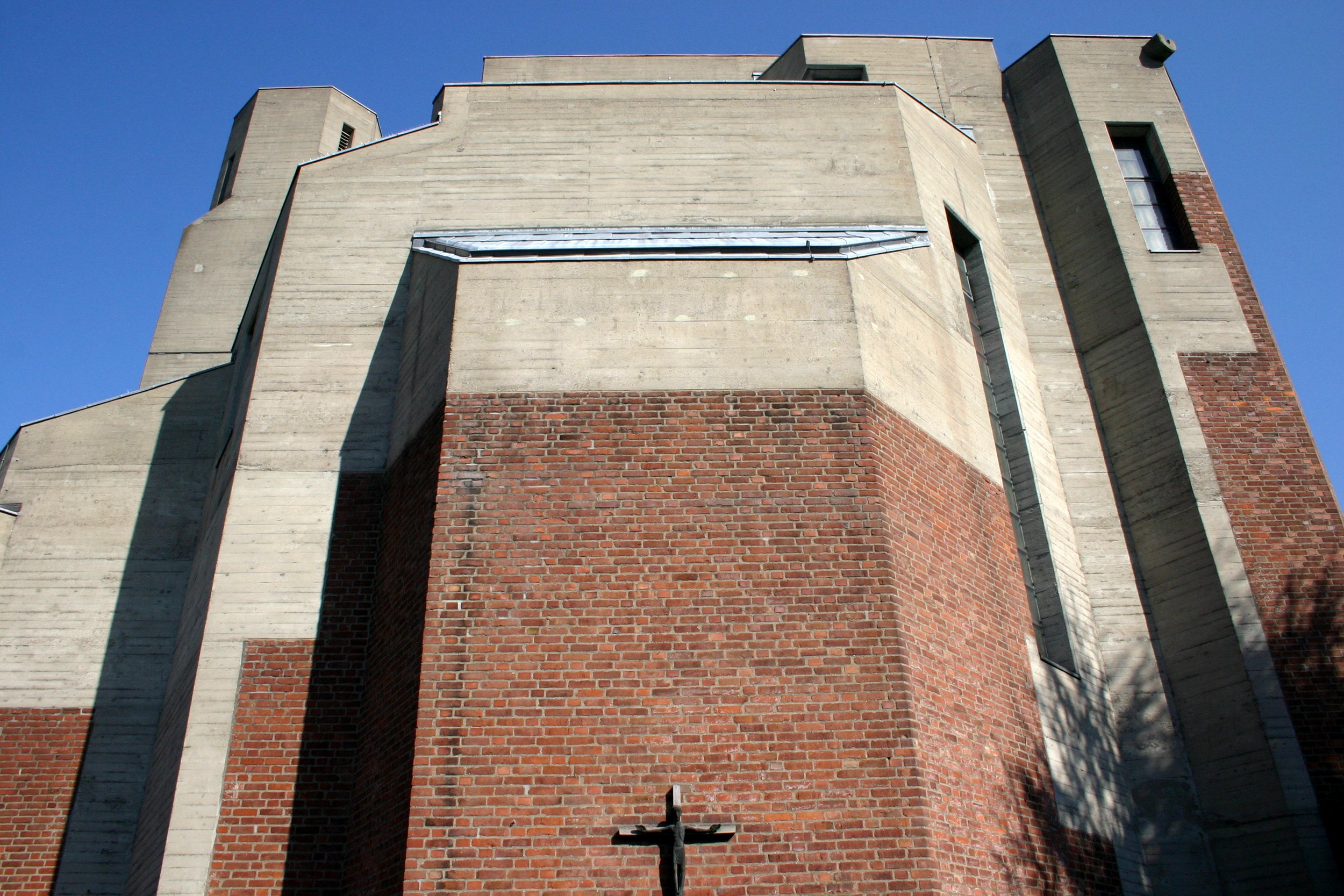
Südseite
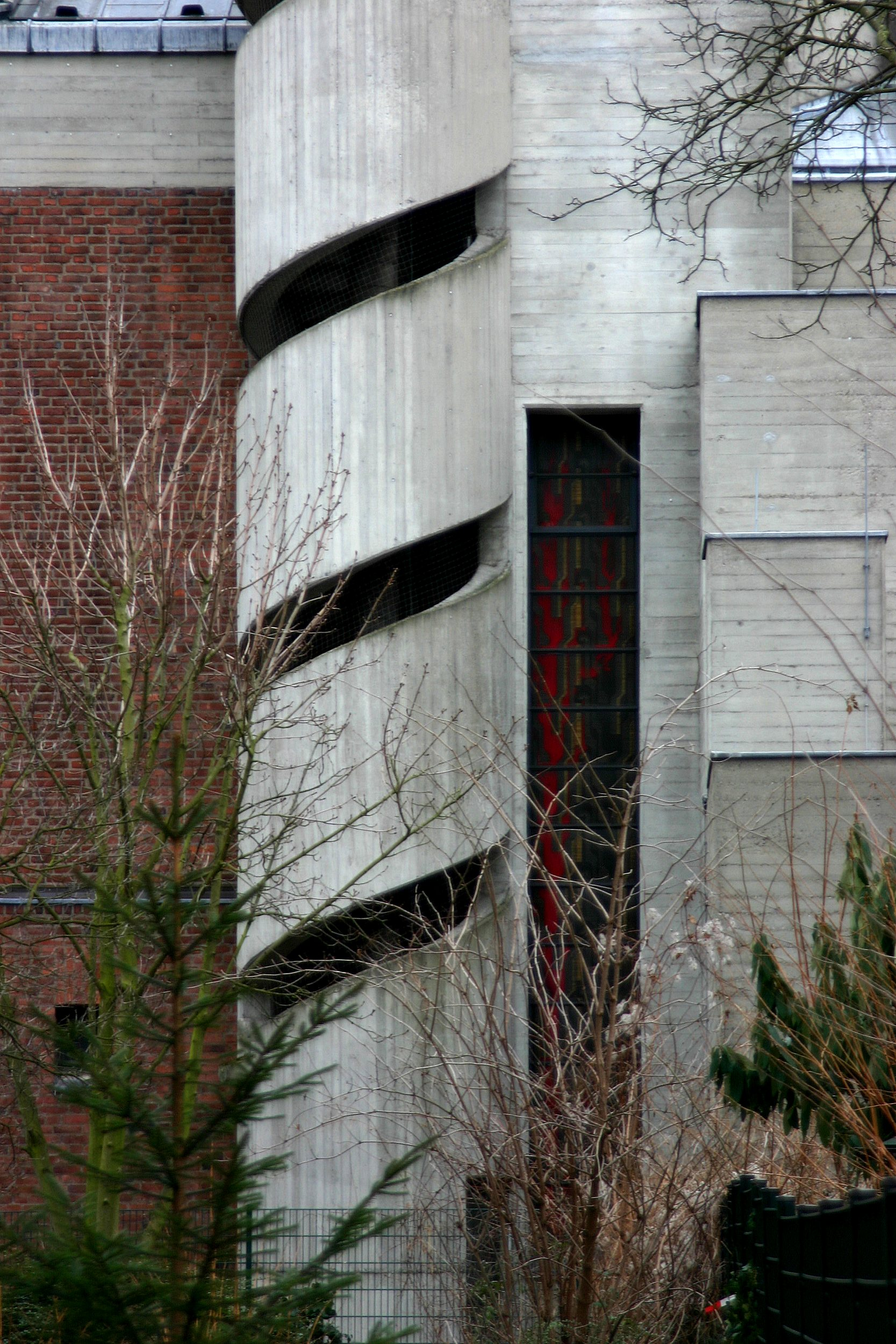
Glockenturm Nordseite
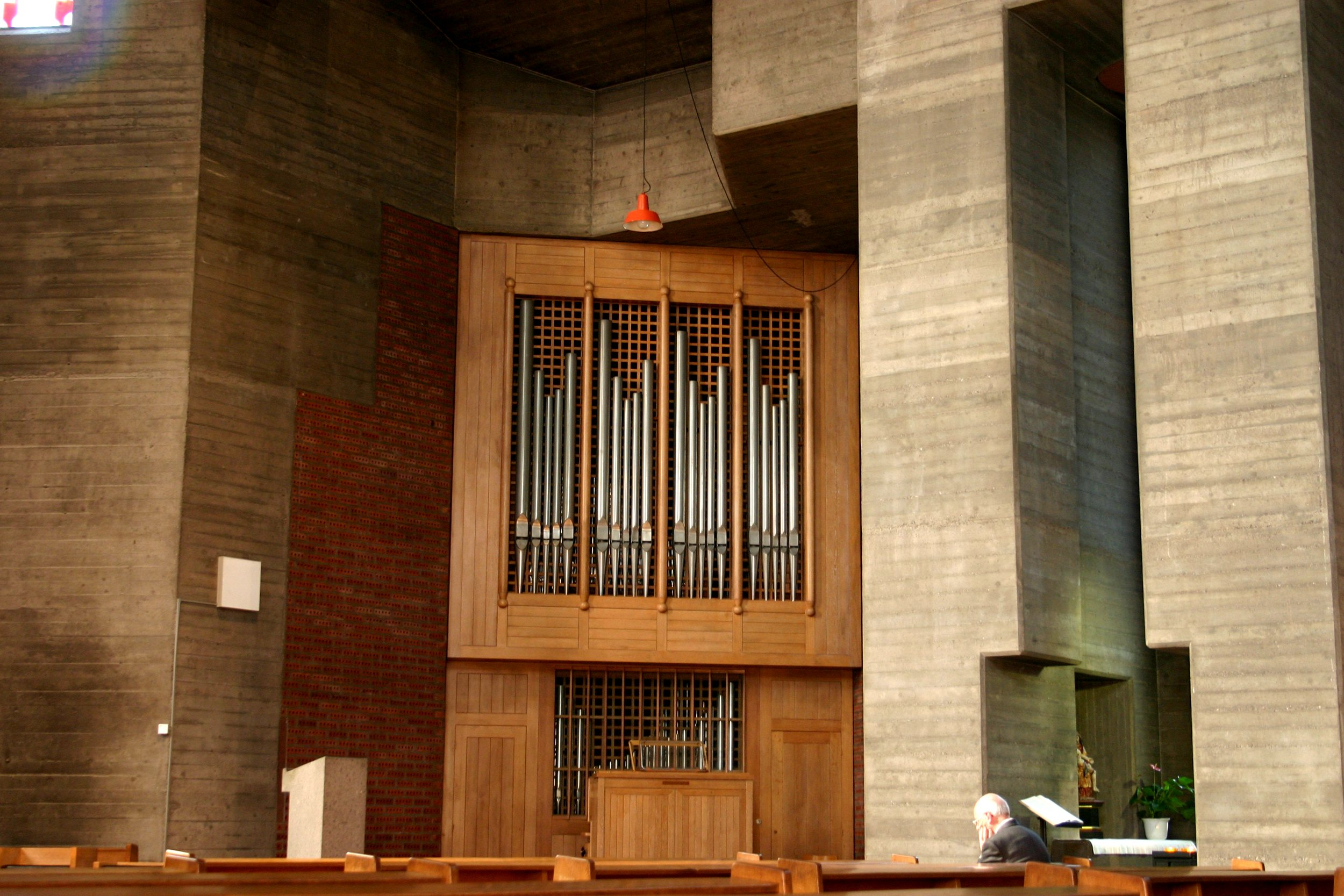
Orgel

## Glocken
Im Turm hängen fünf Glocken. Sie sind auf die Geläute der Paul-Gerhardt-Kirche (dis1–fis1–ais1) und der Clarenbachkirche (fis1–a1–h1–cis2–d2–e2–fis2–a2) in Braunsfeld abgestimmt. 1968 wurden sie von Hans Hüesker in der Gießerei Petit & Gebr. Edelbrock, Gescher gegossen.
| Nr. | Name      | Durchmesser | Gewicht ca. | Schlagton (HT-1/16) | Inschrift                                                                                               |
| --- | --------- | ----------- | ----------- | ------------------- | --- |
| 1   | Maria     | 1.080 mm    | 775 kg      | fis1 +3             | + HL. MARIA, MUTTER DER KIRCHE "DEM ALLEINEN GOTT EHRE, GRÖSSE, HERRSCHAFT UND MACHT IN EWIGKEIT." 1968 |
| 2   | Petrus    | 960 mm      | 520 kg      | gis1 +3             | + HL. PETRUS, FELS DER KIRCHE "STEHET FEST IM GLAUBEN." 1968                                            |
| 3   | Joseph    | 845 mm      | 350 kg      | ais1 +3             | + HL. JOSEPH, STÜTZE DER FAMILIE "BETET IM HEILIGEN GEISTE." 1968                                       |
| 4   | Ursula    | 795 mm      | 300 kg      | h1 +3               | + HL. URSULA, PATRONIN VON KÖLN "BEWAHRET EUCH IN DER LIEBE GOTTES." 1968                               |
| 5   | Friedrich | 705 mm      | 220 kg      | cis2 +3             | + HL. FRIEDRICH, FÜRST DES FRIEDENS "HARRET DER BARMHERZIGKEIT UNSERES HERREN JESUS CHRISTUS." 1968     |